# 사분기
사분기(四分期)는 날짜 단위의 하나로, 한 해를 넷으로 나눈 것이다.
보편적으로, 다음과 같이 나뉜다.
- 일사분기(1/4분기, 1분기) :  1월, 2월, 3월
- 이사분기(2/4분기, 2분기) :  4월, 5월, 6월
- 삼사분기(3/4분기, 3분기) : 7월, 8월, 9월
- 사사분기(4/4분기, 4분기) :  10월, 11월, 12월